# Rheum officinale
Rheum officinale o Ruibarbre medicinal és una espècie de planta originari d'Àsia.
Es fa servir, rizomes i fulles, en la medicina tradicional xinesa, on rep el nom de yào yòng dà huáng ((xinès)), i també a Amèrica del Nord és un component de la infusió medicinal anomenada Essiac tea.
A la medicina moderna R. officinale es fa servir en el tractament de l'hepatitis B combinada amb interferon.